# 내겐 너무 아찔한 그녀
《내겐 너무 아찔한 그녀》(영어: The Girl Next Door)는 2004년 개봉한 포르노 소재의 로맨틱 코미디 영화이다. 루크 그린필드 감독이 연출했고 에밀 허시, 얼리샤 커스버트, 티머시 올리펀트, 제임스 리마, 크리스 마켓, 폴 데이노가 출연했다. 모범적인 수험생이 포르노 배우 여자친구와 사귀게 되면서 벌어지는 소동을 다루었다.

## 줄거리
고등학교 졸업반인 매슈는 공부밖에 모르는 범생이지만 파티와 섹스로 가득한 삶을 동경하고 있다. 노력 끝에 명문 조지타운대에 합격한 뒤, 장학생이 되기 위해 준비하고 있다. 한편 학생회장으로서 '삼낭'이라는 캄보디아 학생을 학교로 데려와 공부시키기 위한 자금도 모으고 있다. 그러던 어느 날 매슈는, 옆집에 새로 이사온 대니엘이라는 여자아이의 옷 갈아 입는 장면을 창 밖으로 엿보다가 들키게 된다. 대니엘은 곧바로 매슈를 찾아와서 마을 구경을 시켜준다는 핑계로 데리고 나간 뒤, 알몸으로 거리에 나서는 벌을 준다. 그 후로 둘은 서로에게 매력을 느낀다.
매슈는 대니엘에게 이끌려 그간 하지 못했던 짜릿한 모험들을 즐긴다. 학교 파티장에서 매슈는 용기를 내어 대니엘에게 키스하고 둘은 사귀는 사이가 된다. 그러나 행복한 시절도 잠시, 매슈의 범생이 친구 일라이는 대니엘이 출연했던 포르노 영화를 매슈에게 보여준다. 매슈는 여자친구가 포르노 배우라는 사실에 충격을 받는다. 그리고 매슈는 일라이의 꼬드김에 넘어가 허세를 부리며 모텔에 데리고 간다. 대니엘은 매슈가 자신의 비밀을 눈치챈 것을 알고 화를 내며 가 버린다.
매슈는 고민 끝에 대니엘네 집에 찾아가 사과한다. 그러나 그곳에는 포르노 제작자이자 대니엘의 전 남자친구라는 켈리가 대니엘과 함께 있었다. 대니엘은 이 직업에서 벗어날 수 없다고 매슈에게 이야기하고 켈리와 함께 라스베이거스의 성인영화 행사장으로 떠난다. 매슈는 친구 일라이, 클리츠를 데리고 행사장을 찾아가서, 포르노 배우 '어시나'로서 서 있는 대니엘에게 그러지 않아도 된다고 설득한다. 다음 날 대니엘은 결국 매슈에게 되돌아온다.
그런데 대니엘을 빼앗긴 켈리가 분노하여 매슈를 찾아온다. 학교에서 매슈를 붙들고 나온 켈리는 3만 달러의 큰 손해를 봤다며, 대신 포르노 업계 거물 휴고 포시의 집에서 트로피를 훔쳐 나오라고 주문한다. 매슈는 얼떨결에 트로피를 훔치지만, 그 과정에서 켈리가 먹인 엑스터시 때문에 제정신이 아니게 된다. 마침 그날 저녁에는 장학생 선발 행사가 있어, 매슈는 대니엘의 도움을 받아 행사에 참석하고, 준비한 연설 대신 대니엘을 향한 용기를 이야기함으로써 행사를 망치는 것은 면한다. 하지만 결국 장학생 선발에서는 떨어진다.
켈리가 매슈 몰래 삼낭을 위한 예금을 훔쳐 달아나게 되고 매슈는 더 큰 곤경에 빠진다. 돈을 메우기 위해 매슈는 대니엘과 일라이, 클리츠와 함께 계획을 세운다. 휴고 포시의 지원을 받고 대니엘의 동료 포르노 배우를 불러들인 모두는, 학교 졸업식 파티에서 게릴라 포르노 촬영을 벌인다. 선생님이 의심의 눈길을 보내거나 배우로 출연한 학생들이 발기에 실패함으로써 위기에 빠지기도 하지만, 연출을 맡은 일라이와 대타로 출연한 클리츠의 활약으로 촬영은 성공적으로 마무리된다. 그런데 다음 날 아침 켈리가 다시 나타나 촬영 비디오를 강탈하고, 그것을 가족에게 공개하겠다며 매슈를 협박해온다. 하지만 비디오는 사실 포르노가 아닌, 실질적인 내용을 알려주는 성교육 비디오였다. 켈리는 자신의 패배를 인정하고 도리어 매슈에게 경의를 표한다.
휴고 포시는 성교육 비디오로 크게 성공하고, 일라이와 클리츠도 감독과 배우로 이름을 알리게 된다. 대학에 입학한 매슈는 대니엘과 행복한 연애를 다시 시작한다.

## 출연
- 에밀 허시 - 매슈 키드먼 역
- 얼리샤 커스버트 - 대니엘/어시나 역
- 티머시 올리펀트 - 켈리 역
- 제임스 리마 - 휴고 포시 역
- 크리스 마켓 - 일라이 브룩스 역
- 폴 데이노 - 팀 클리츠 역
- 율리시스 리 - 삼낭 역
- 해리스 라스카비 - 샐린저 교장 역
- 오텀 리서 - 제인 역
- 올리비아 와일드 - 켈리 역
- 어맨다 스위스턴 - 에이프릴 역
- 이승희 - 퍼라리 역
- 티머시 보텀스 - 키드먼 씨, 매슈 아빠 역
- 도나 불럭 - 키드먼 부인, 매슈 엄마 역
- 리처드 팬시 - 피터슨 씨 역
- 제이컵 영 - 헌터 매캐프리 역
- 루서 레인스 - 뮬 역
- 케이티 스튜어트 - 제니 역
- 서니 리오니 - 본인 역

## 시청 등급
- 대한민국: 청소년 관람불가